# داراب
داراب هي مدينة إيرانية في محافظة فارس وهي مركز مقاطعة داراب، وتبعد عن شيراز حوالي 24 كم.
يبلغ عدد سكانها 54,513 حسب إحصاء عام 2006 م.